# Philipp Weber
Philipp Weber (født 15. september 1992 i Gummersbach, Tyskland) er en tysk håndboldspiller, som spiller i SC DHfK Leipzig og på Tysklands herrehåndboldlandshold.
Han deltog under EM i håndbold 2020 i Sverige/Østrig/Norge.